# Ashampstead
Ashampstead är en civil parish i Storbritannien.   Den ligger i kommunen West Berkshire i riksdelen England, i den södra delen av landet, 70 km väster om huvudstaden London.